# Teresa Marinovic
Teresa Margarita Natalia Marinovic Vial (Viña del Mar, 3 de febrero de 1973) es una ex política chilena, licenciada en filosofía por la Universidad de los Andes. Ha sido descrita como una política populista y de extrema derecha.
En 2021 fue electa como miembro de la Convención Constitucional por el distrito n° 10 (de la Región Metropolitana de Santiago), siendo la primera de su lista electoral, Vamos por Chile. hasta el 4 de julio del 2022, fecha en que la Convención Constitucional se disolvió conforme dictaba el proceso constituyente. Fue cercana al Partido Republicano desde su creación en 2019 hasta 2023, año en que decidió distanciarse del mismo, debido al apoyo de dicho partido a la opción «a favor» en el plebiscito constitucional de 2023.

## Familia, estudios y carrera profesional
Nació el 3 de febrero de 1973, en Viña del Mar, hija de Iván Marinovic Pacey (de ascendencia serbia) y de Teresa Vial Echeverría (de ascendencia española).
Realizó sus estudios primarios y secundarios en el Colegio Santa Úrsula de la Congregación de Ursulinas Alemanas de Santiago, del cual egresó en 1990. En 1991 ingresó a la Universidad de los Andes para cursar sus estudios superiores, donde egresó como licenciada en filosofía con mención en filosofía contemporánea en 1995.
Tiene nueve hijos (Teresita, Cristián, Josefina, Alberto, Pilar, Amalia, Elena, Manuel y Trinidad) de su primer matrimonio con Cristián Zúñiga, relación de la cual se divorció. Contrajo segundas nupcias con Enrique Alcalde Rodríguez, quien ejerce como abogado integrante de la Corte Suprema.
Durante diez años ejerció como profesora universitaria en las cátedras de antropología filosófica, teoría de la verdad y teología. Asimismo, se ha desempeñado como columnista para los periódicos chilenos El Mostrador y Las Últimas Noticias, como también en el área televisiva de Radio Bío-Bío.
En 2018 fue nombrada como directora ejecutiva de la Fundación Nueva Mente, un centro de pensamiento de corte libertario conservador, organización que además fundó.

## Carrera política

### Activismo y pensamiento político
Comenzó a hacerse conocida por la publicación de sus vídeos compartidos en redes sociales en Internet en formato de videoblogs, donde daba su punto de vista sobre asuntos de interés de la opinión pública nacional chilena, tendencialmente conservador en los temas valóricos y liberal en lo económico, mostrándose como opositora de los gobiernos de Michelle Bachelet y desde un comienzo al segundo gobierno de Sebastián Piñera, este último del cual ella incluso ha puesto en duda que haya sido un gobierno de derecha.
A través de esas plataformas y de sus columnas de opinión, ha hecho ciberactivismo político por diferentes causas sociales, como para que los propietarios que destinan sus viviendas para ellos mismos, no paguen más contribuciones que encarecen el precio de la vivienda en Chile, además de eliminar otros impuestos y pagos al Estado que, a su juicio, elevan el costo de vida en el país sudamericano. Se ha mostrado a favor de la inmigración en Chile —como un factor positivo para la economía— pero en contra de la inmigración irregular, haciendo duras críticas al manejo en este tema de los últimos gobiernos. Durante el Estallido social, expresó su visión escéptica a la naturaleza espontánea atribuida a la primera línea, debido a su capacidad de organización y tácticas de combate en manifestaciones, mostrándose a su vez contraria a ese tipo de movilizaciones no pacíficas, inclusive comentando de forma sarcástica sobre un incidente ocurrido entre un carabinero acusado de empujar a un joven desde un puente al río Mapocho, en el denominado «Caso Pío Nono». Marinovic trató al joven herido de «delincuente» y preguntó por su salud refiriéndose a él como el joven «que practicaba natación en el [río] Mapocho».

## Controversias durante la Convención Constitucional

### Convencional constituyente
A finales de 2020 fue propuesta por el Partido Republicano para que fuera incluida como candidata a la Convención Constitucional, siendo finalmente inscrita ante el Servicio Electoral en la lista de «Vamos por Chile», el pacto electoral de Chile Vamos, en el distrito 10 (Santiago, Ñuñoa, Macul, La Granja, Providencia y San Joaquín). Resultó elegida en los comicios desarrollados el 15 y 16 de mayo de 2021. Dentro de dicho organismo, Marinovic integró la comisión transitoria de Comunicaciones, Información y Transparencia. Tras la aprobación del reglamento de la Convención, en octubre de 2021, se incorporó a la comisión temática de Derechos Fundamentales.
Durante el uso de su cargo, protagonizó diversos eventos polémicos, como insultar a la Convención y sus integrantes, o no hacer uso de su mascarilla dentro del hemiciclo, incumpliendo la norma sanitaria dictaminada por el Ministerio de Salud, que debía ser respetada según lo establecido en el Reglamento General de la Convención Constitucional. Ambos eventos fueron evaluados y sancionados por el Comité de Ética de la Convención Constitucional. El incumplimiento de las normas sanitarias implicó además la apertura de un sumario sanitario en su contra por parte de la Seremi de Salud.
El 4 de julio de 2022 terminó el ejercicio de su cargo conforme se realizó con todos sus colegas tras disolverse la Convención Constitucional. Marinovic durante su periodo destacó por su oposición a cada artículo discutido en el pleno, votando en contra en la mayoría de estos e inclusive no asistiendo a las sesiones.

### Activismo por opción En Contra en el Consejo Constitucional
En septiembre de 2023, Marinovic se mostró crítica al proceso realizado por el Consejo Constitucional, marcando distancia con José Antonio Kast en lo referido a este tema; por consiguiente,  hizo activismo por la opción «En Contra», para rechazar el texto propuesto en el plebiscito ratificador durante la campaña electoral de ese año, sumándose a las fuerzas políticas de la derecha chilena por esta opción.

## Historial electoral
| Año  | Tipo                          | Territorio    | Pacto           | Partido   | Votos  | %   | Resultado    |
| ---- | ----------------------------- | ------------- | --------------- | --------- | ------ | --- | ------------ |
| 2021 | Convencionales constituyentes | 10.º distrito | Vamos por Chile | Ind.-PRCh | 39 700 | 9.3 | Convencional |